# LAROM
LAROM — румынская реактивная система залпового огня (РСЗО). Была разработана совместно румынской компанией «Аэростар» и израильской ИМИ (IMI)  по заказу Министерства обороны Румынии. Представляет собой дальнейшее развитие румынской РСЗО APR-40, которая является модифицированным вариантом советской РСЗО БМ-21 «Град».

## История
Проект LAROM был начат в 2000 году. В 2002 году боевая машина была принята на вооружение румынской армии. В дальнейшем, Румыния намерена модернизировать все 160 имеющихся систем APR-40. Также «Аэростар» предлагает модернизацию любой системы «Град» до стандарта LAROM, однако Румыния в настоящее время является единственным оператором этой системы.

## Описание
Пусковая установка LAROM установлена на различных шасси армейских грузовиков повышенной проходимости марки Roman серии DAC (665T, 25.360, 26.410) . На одной машине установлены два пусковых контейнера.
Пусковые контейнеры LAROM разработаны в двух калибрах:
- 20-ствольный для отстрела 122-мм стандартных ракет «Град»;
- 13-ствольный для отстрела 160-мм ракет IMI LAR Mk.4.

Ракеты LAR Mk.4, имеют вдвое большую дальность стрельбы по сравнению с системой «Град». Максимальная дальность стрельбы 160-мм ракеты достигает 45 км. LAR Mk.4 используются с осколочно-фугасными или кассетными боеголовками. Последние имеют противопехотные или противотанковые суббоеприпасы.
Оператор может осуществлять запуск ракет из кабины грузовика или на расстоянии до 50 м от него. LAROM может стрелять одиночными выстрелами, частичным или полным залпом. При создании РСЗО LAROM были использованы передовые артиллерийские системы управления и контроля.
Перезаряжание производится при помощи вспомогательной машины снабжения боеприпасами.

## Страны-эксплуатанты
- Румыния — в 2020 году - 54 шт.[1]